# Флаг Чернянского района
Флаг муниципального района «Черня́нский район» Белгородской области Российской Федерации — опознавательно-правовой знак, служащий официальным символом муниципального образования.
Флаг утверждён 21 февраля 2008 года и внесён в Государственный геральдический регистр Российской Федерации с присвоением регистрационного номера 10263.
Флаг разработан с учётом отечественных и международных геральдико-правовых норм и воспроизводит цвета и фигуры герба Чернянского района, утверждённого постановлением главы администрации Чернянского района от 11 сентября 1995 года № 340.

## Описание
«Двухстороннее прямоугольное полотнище с отношением ширины к длине 2:3, воспроизводящее композицию герба Чернянского района в белом, чёрном и жёлтом цветах с аналогичным зеркальным отображением композиции герба Чернянского района в белом, чёрном и жёлтом цветах на оборотной стороне».

## Обоснование символики
Воспроизведённая на лицевой и оборотной сторонах флага муниципального района «Чернянский район» композиция герба муниципального района «Чернянский район» в белом, чёрном и жёлтом цветах отображает расположенную в чёрном поле серебряную тройную гору и в ней чёрные врата с золотыми открытыми створами и порталом, завершённые вверху золотым восьмиконечным (голгофским) крестом и символизирующими старинные Холкинские пещеры (расположены на территории муниципального района «Чернянский район»), в которых находится единственный, уникальный по архитектуре и планировке, восстановленный православный пещерный Троицкий Спасо-Преображенский мужской монастырь, основанный в первой четверти XVII веке, с церковью внутри Меловой горы.

## См. также

Флаги муниципальных образований
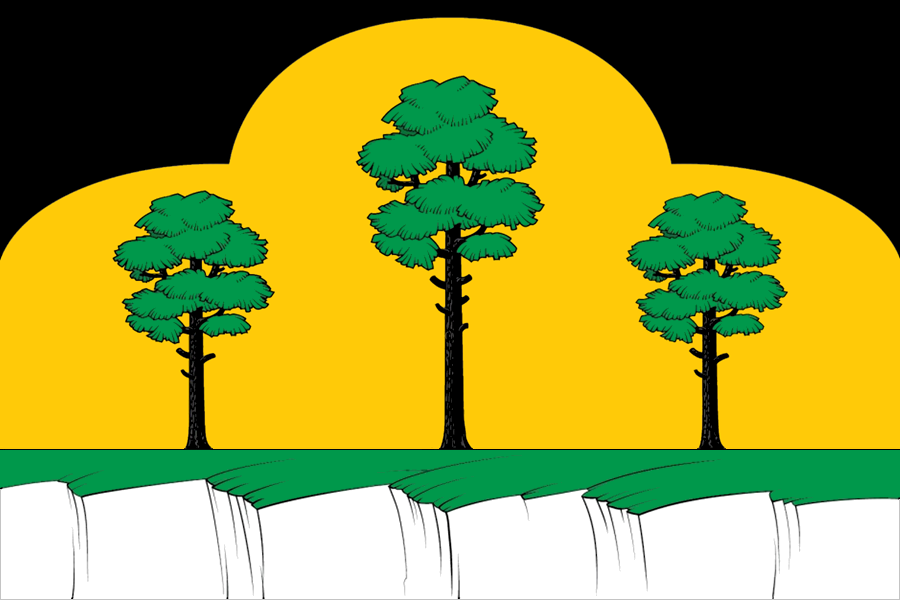
Флаг городского поселения «Посёлок Чернянка»
Флаг Андреевского сельского поселения
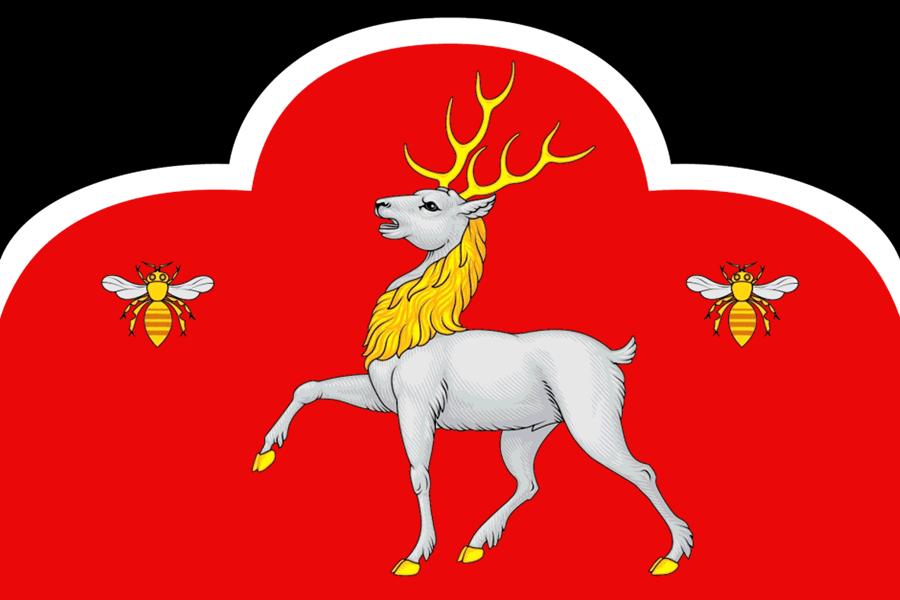
Флаг Большанского сельского поселения
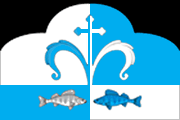
Флаг Волоконовского сельского поселения
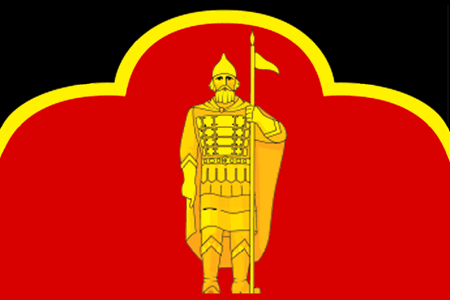
Флаг Волотовского сельского поселения
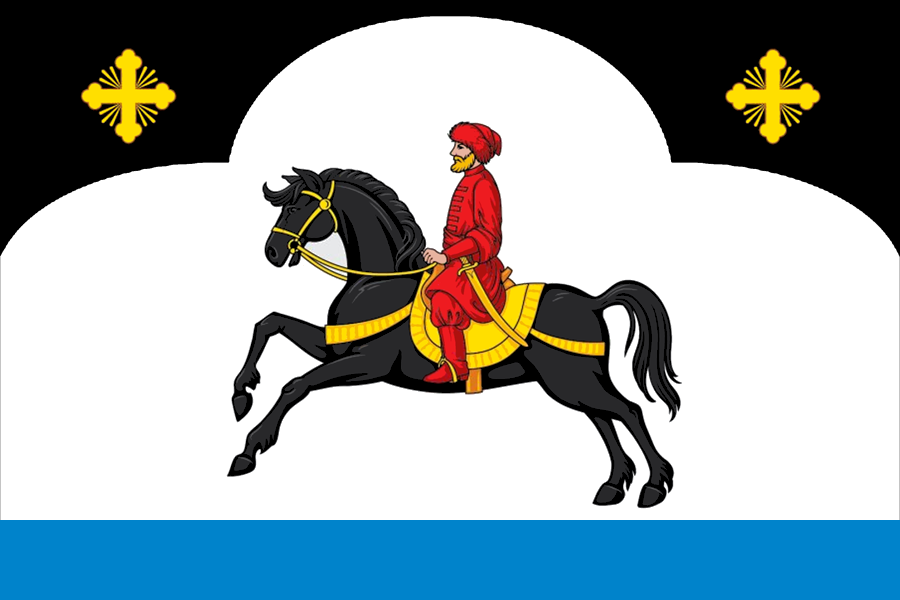
Флаг Ездоченского сельского поселения
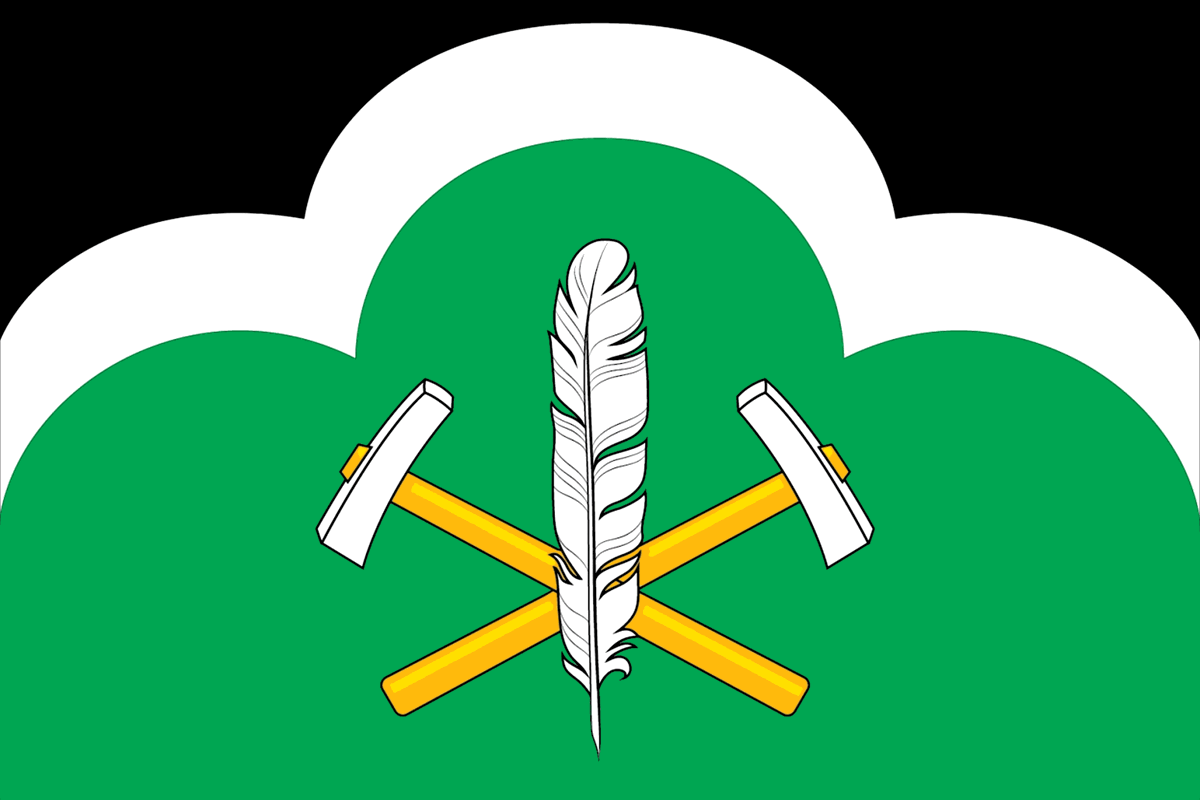
Флаг Кочегуренского сельского поселения
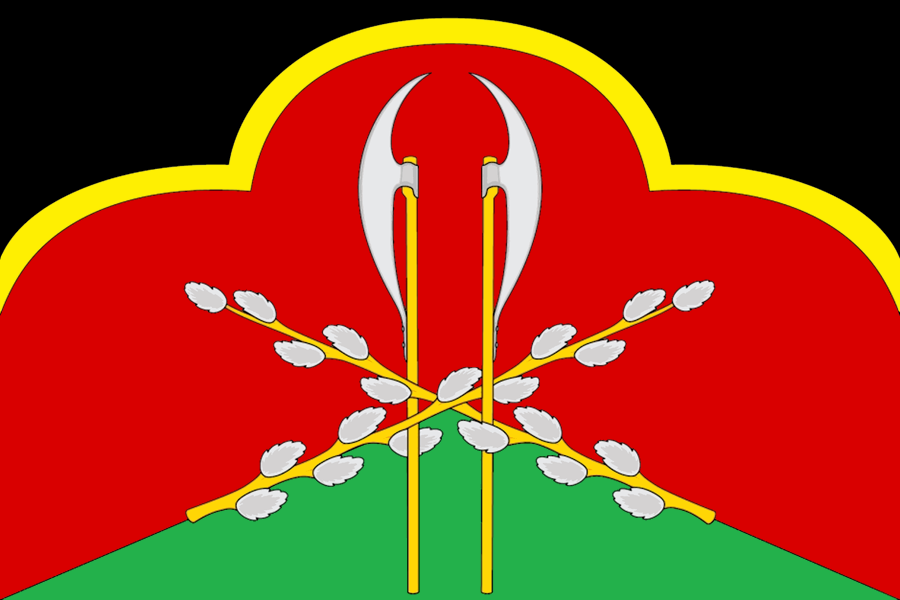
Флаг Лозновского сельского поселения
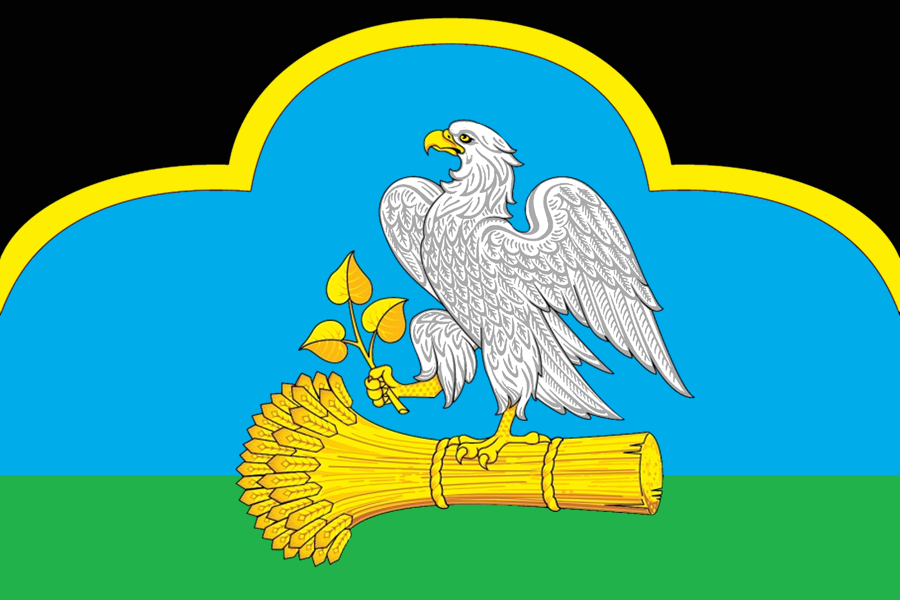
Флаг Лубянского сельского поселения
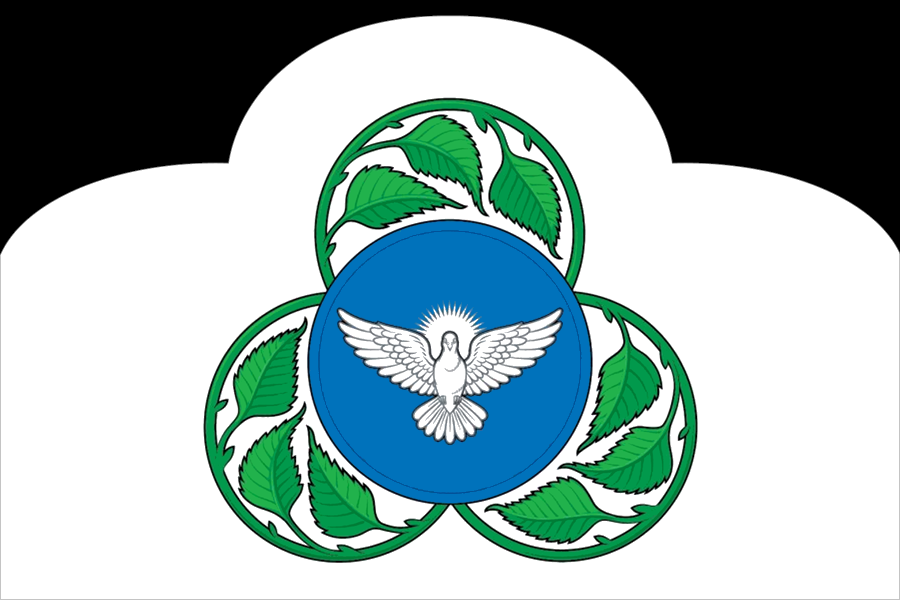
Флаг Малотроицкого сельского поселения
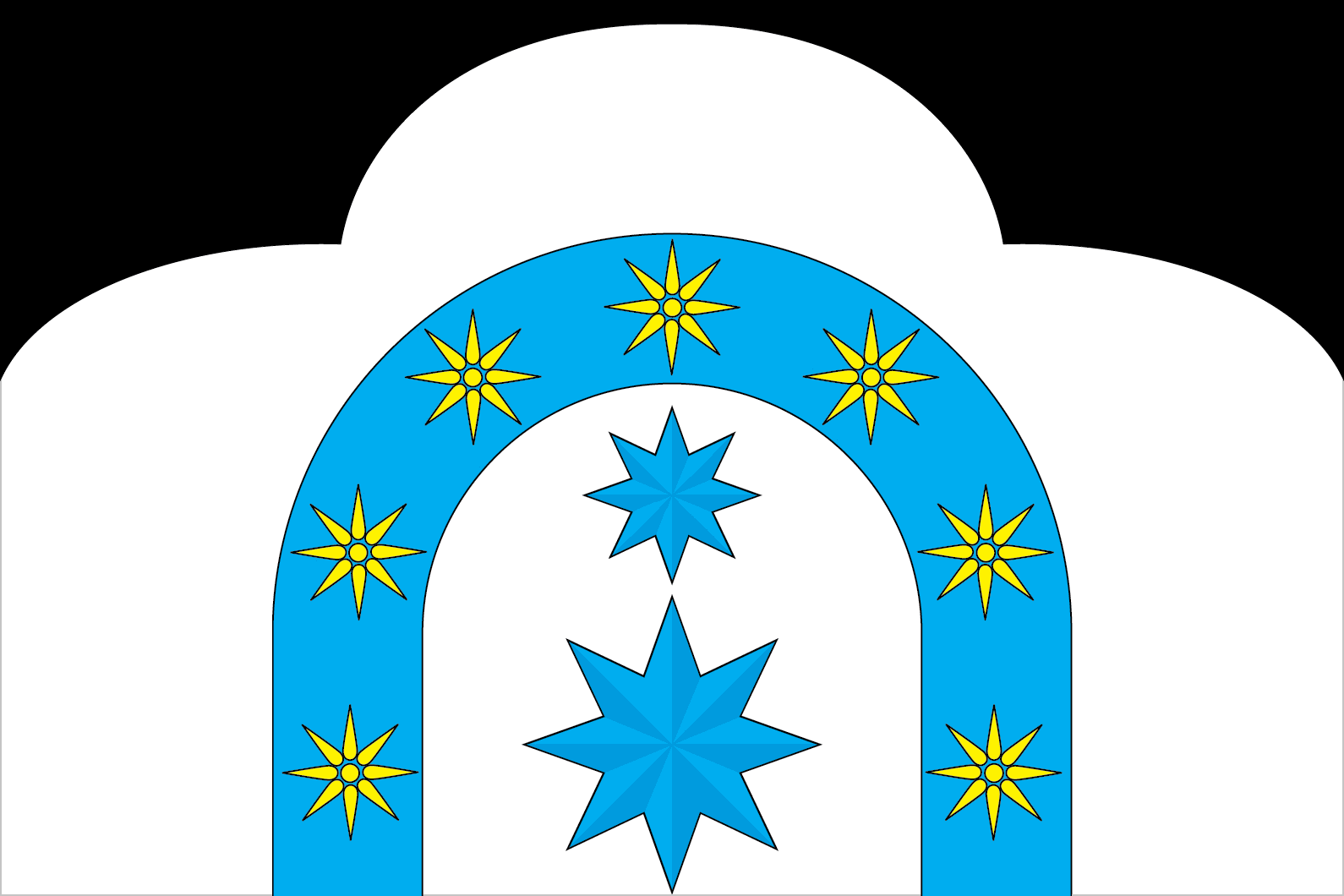
Флаг Новореченского сельского поселения
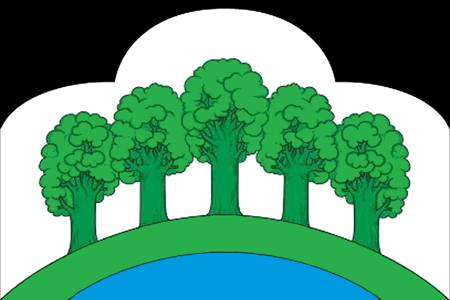
Флаг Огибнянского сельского поселения
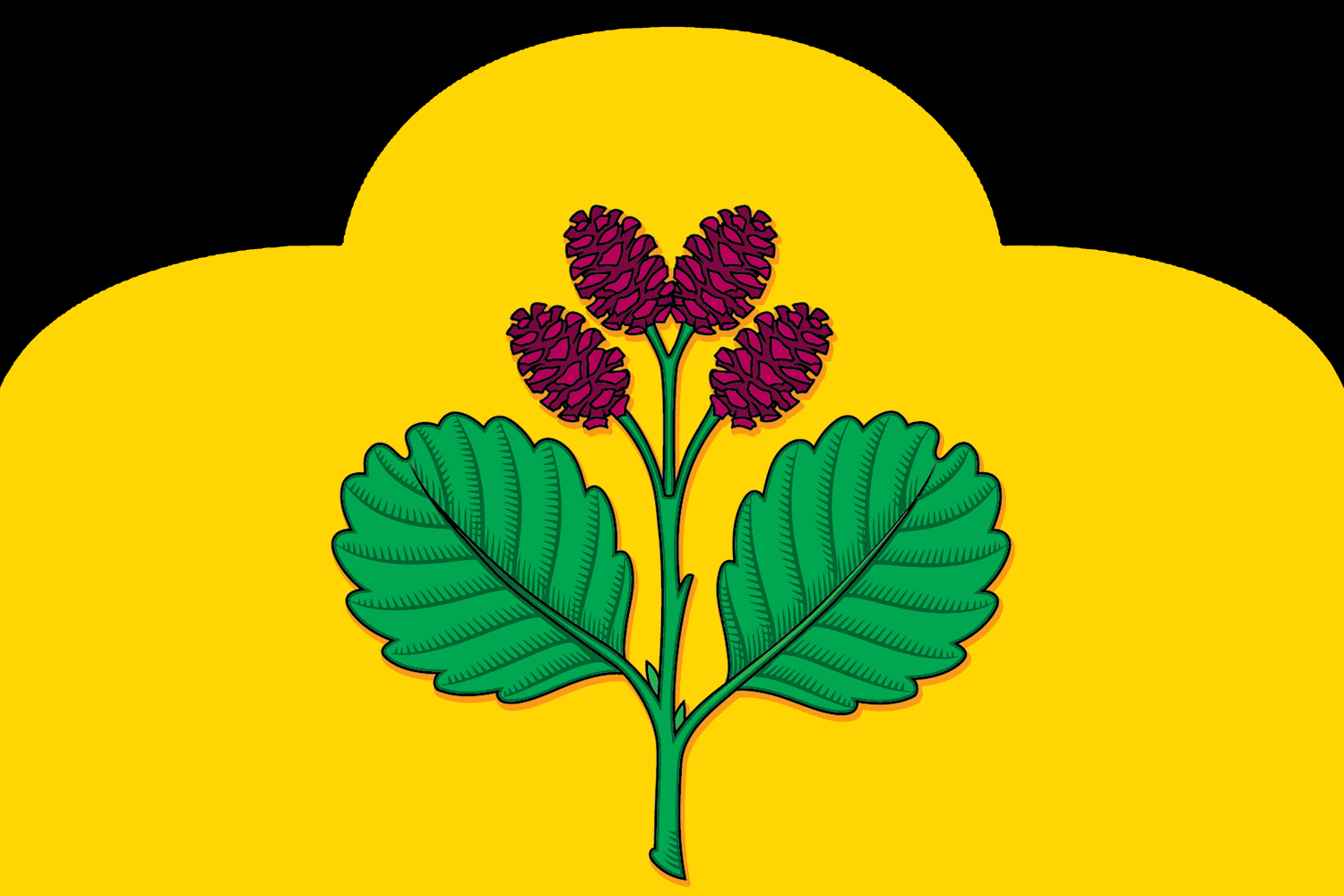
Флаг Ольшанского сельского поселения
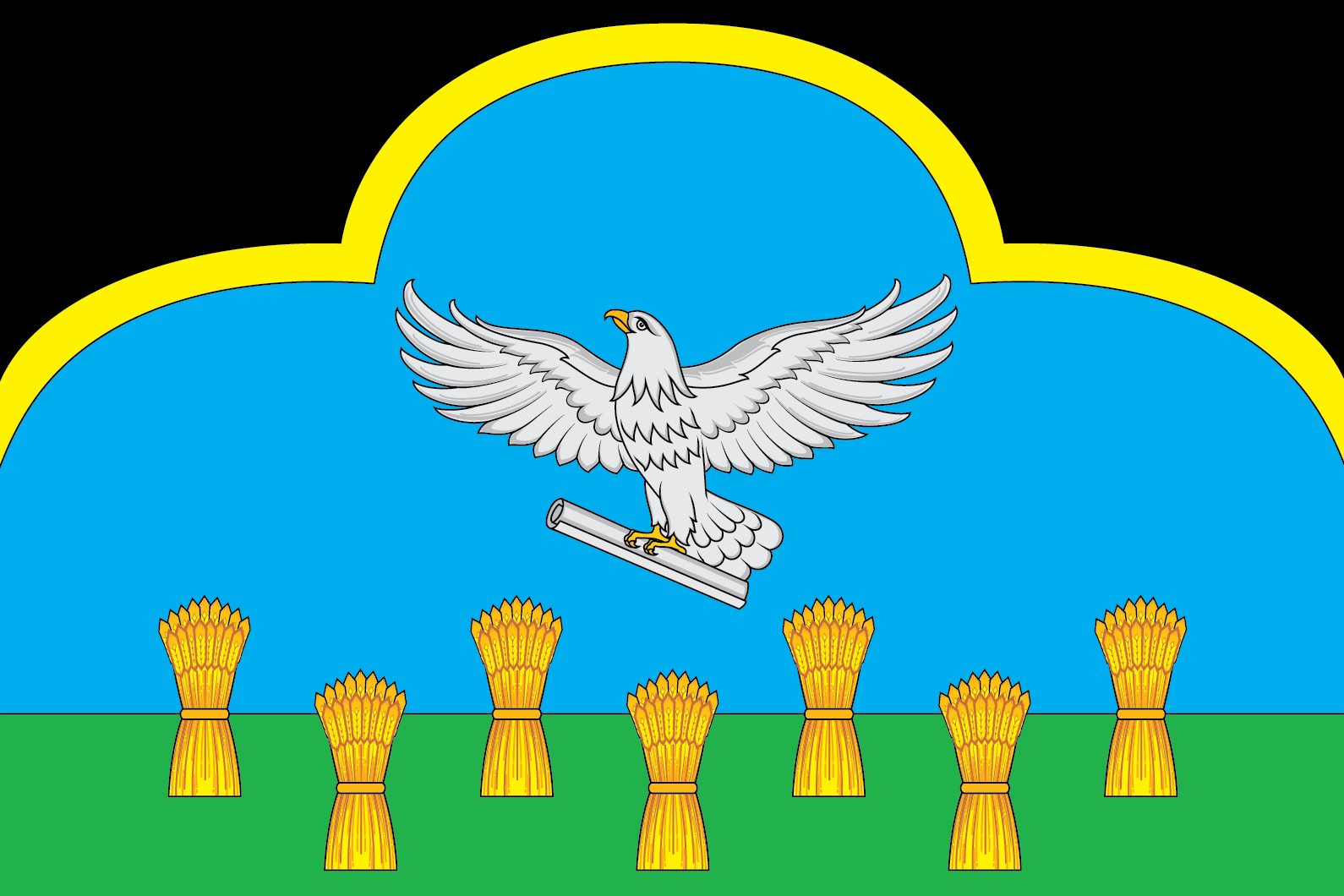
Флаг Орликовского сельского поселения
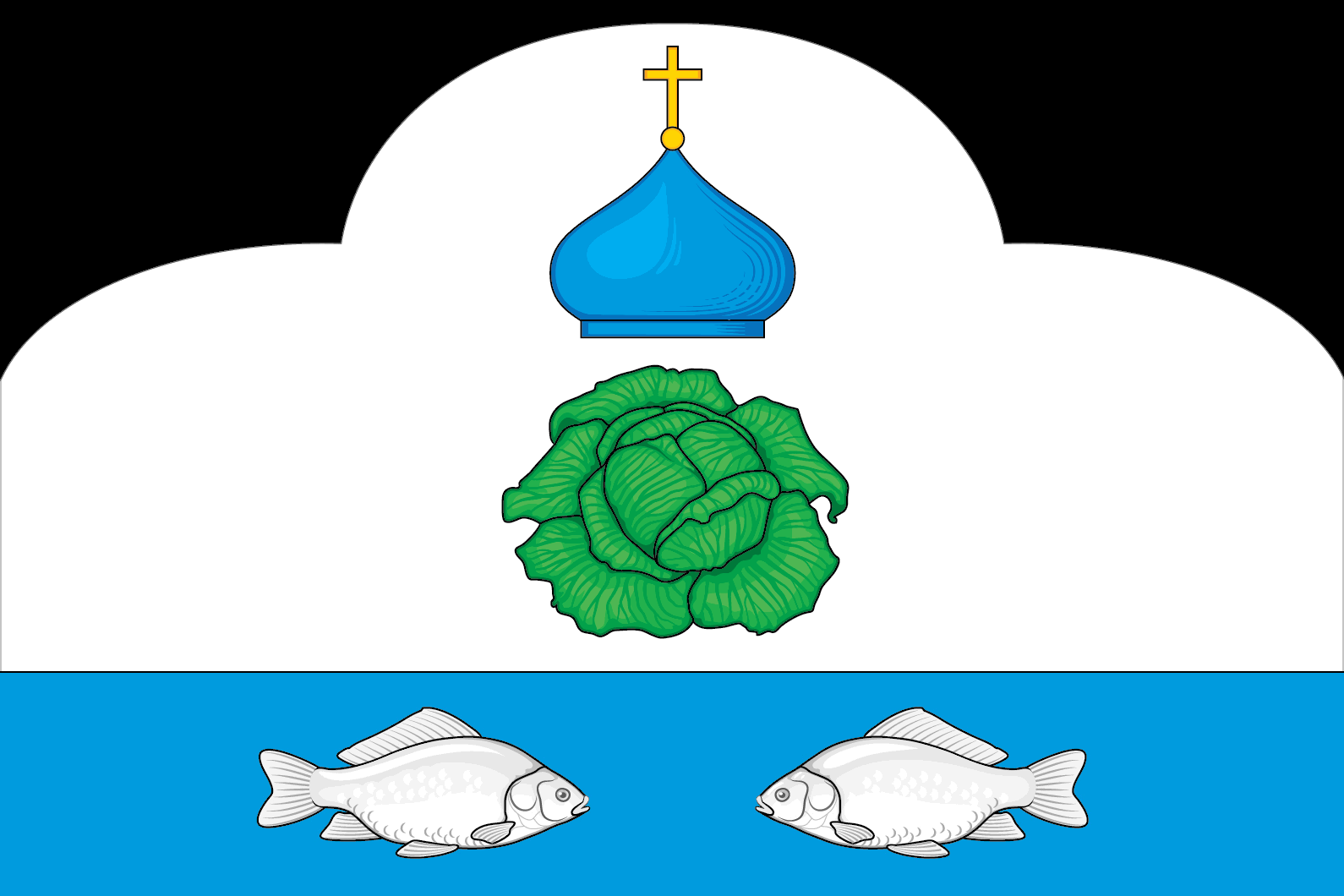
Флаг Прилепенского сельского поселения
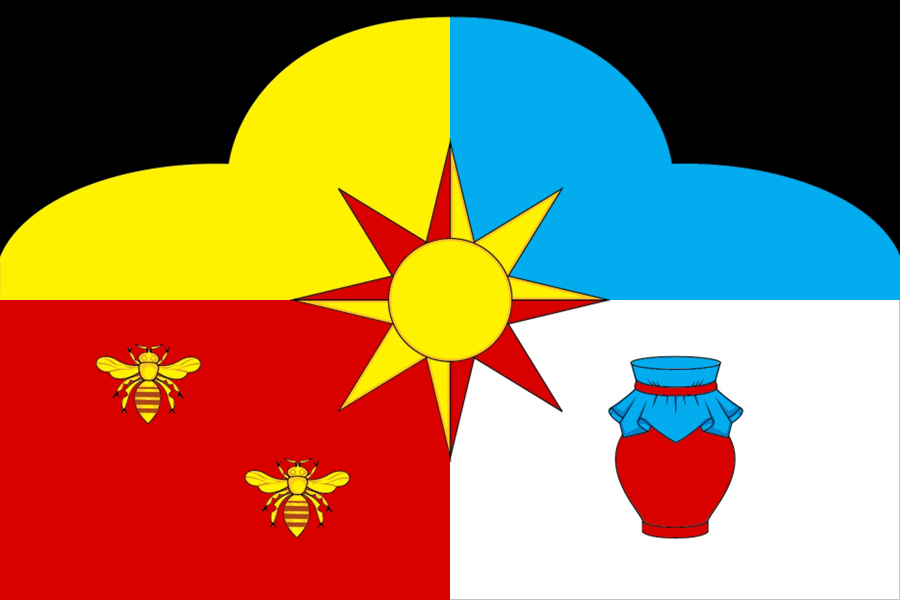
Флаг Русскохаланского сельского поселения